# 廖啟宏
廖啟宏（1995年1月10日—），臺灣男子羽球運動員，前土地銀行羽球隊隊員。

## 簡歷
廖啟宏小學就讀臺中市四維國小。廖啟宏就讀西苑高中時，與搭檔張課琦在2012年第二次全國排名賽成為甲組球員，兩人曾透過選拔賽入選2012年、2013年世青賽及2013年亞青賽代表隊，亞青與世青最佳成績皆為男雙八強。高中時為土地銀行羽球隊後備隊員，後就讀國立彰化師範大學運動學系。
2014年2月，廖啟宏與廖宜亮參加在中國陵水舉辦的中國國際挑戰賽並闖入決賽，最終以0比2（14-21、12-21）不敵地主選手王懿律／張穩。其後廖啟宏因為膝蓋受傷經歷一段時間的修養，直到2017年嘗試與甘超宇搭檔，兩人從2018年5月開始長期搭檔參加國際賽事。

## 主要比賽成績
只列出曾進入準決賽的國際賽事成績：
| 年份   | 賽事                 | 公開賽級別 | 項目     | 搭檔   | 成績 |
| ------ | -------------------- | ---------- | -------- | ------ | ---- |
| 2014年 | 中國羽毛球國際挑戰賽 | 國際挑戰賽 | 男子雙打 | 廖宜亮 | 亞軍 |

| 2007-2017年 | 首要超級賽 | 超級賽 | 黃金大獎賽 | 大獎賽 | 國際挑戰賽 | 國際系列賽 | 未來系列賽 | 其他 |

## 爭議事件
2013年世界青年羽毛球錦標賽期間，廖啟宏曾因比賽時穿著個人贊助商，而非代表隊贊助商之球衣及用具，遭中華民國羽球協會罰款新臺幣5萬元。此事於2016年里約奧運結束後，因戴資穎未穿羽協贊助球鞋遭懲處事件爆發而由新聞媒體揭露。

## 腳註

### 官方紀錄
1. ↑  . bwf.tournamentsoftware.com.   [2022-07-20]. （原始内容存档于2022-07-20） （英语）.
2. 1 2  . bwfbadminton.com.   [2022-07-20]. （原始内容存档于2022-08-14） （英语）.
3. ↑  . bwf.tournamentsoftware.com.   [2022-07-20]. （原始内容存档于2022-07-20） （英语）.

## 外部連結
- 廖啟宏在世界羽球聯盟的登錄資料